# Ann Beattie
Ann Beattie (Washington, 8 settembre 1947) è una scrittrice statunitense.

## Biografia
Nata a Washington nel 1947, ha conseguito un B.A. nel 1969 all'American University e un M.A. in letteratura inglese all'Università del Connecticut l'anno successivo.
Dopo aver pubblicato alcuni racconti in antologie e riviste (tra le quali il New Yorker), nel 1976 pubblica sia il suo primo romanzo, Gelide scene d'inverno, che la sua prima raccolta di racconti, Distortions.
Autrice di altri 8 romanzi e altre 10 collezioni di short stories, nel 2000 è stata insignita del Premio PEN/Malamud e nel 2005 del Premio Rea per il racconto.

## Opere

### Romanzi
- Gelide scene d'inverno (Chilly Scenes of Winter, 1976), Roma, minimum Fax, 2009 traduzione di Martina Testa ISBN 978-88-7521-225-4. - Nuova ed. Vicenza, Beat, 2017 traduzione di Martina Testa ISBN 978-88-6559-395-0.
- Tutto a posto (Falling In Place, 1981), Milano, Sperling & Kupfer, 1982 traduzione di Attilio Loiacono ISBN 88-200-0220-5.
- Love Always (1986)
- Picturing Will (1989)
- Another You (1995)
- My Life, Starring Dara Falcon (1997)
- The Doctor's House (2002)
- Mrs. Nixon: A Novelist Imagines A Life (2011)
- A Wonderful Stroke of Luck (2019)

### Raccolte di racconti
- Distortions (1976)
- Secrets and Surprises (1978)
- The Burning House (1982)
- What Was Mine (1991)
- Where You’ll Find Me and Other Stories (1986)
- Park City (1998)
- Perfect Recall (2000)
- Follies: New Stories (2005)
- The New Yorker Stories (2011)
- The State We're In: Maine Stories (2015)
- The Accomplished Guest (2017)

### Narrativa per ragazzi
- Spectacles (1985)

## Adattamenti cinematografici
- Chilly Scenes of Winter, regia di Joan Micklin Silver (1979)

## Premi e riconoscimenti
- Guggenheim fellowship: 1977[7]
- American Academy of Arts and Letters: Eletta nel 1992[8]
- Premio PEN/Malamud: 2000
- Premio Rea per il racconto: 2005